# Unadilla (Nova York)
Unadilla és una població dels Estats Units a l'estat de Nova York. Segons el cens del 2000 tenia 1.127 habitants.

## Demografia
Segons el cens del 2000, Unadilla tenia 1.127 habitants, 470 habitatges, i 314 famílies. La densitat de població era de 402,9 habitants per km².
Dels 470 habitatges en un 30,2% hi vivien nens de menys de 18 anys, en un 48,7% hi vivien parelles casades, en un 13,2% dones solteres, i en un 33% no eren unitats familiars. En el 28,1% dels habitatges hi vivien persones soles el 13,8% de les quals corresponia a persones de 65 anys o més que vivien soles. El nombre mitjà de persones vivint en cada habitatge era de 2,4 i el nombre mitjà de persones que vivien en cada família era de 2,91.
Per edats la població es repartia de la següent manera: un 24,5% tenia menys de 18 anys, un 9,8% entre 18 i 24, un 25,5% entre 25 i 44, un 23,2% de 45 a 60 i un 17% 65 anys o més.
L'edat mediana era de 40 anys. Per cada 100 dones de 18 o més anys hi havia 87,4 homes.
La renda mediana per habitatge era de 34.886 $ i la renda mediana per família de 39.097 $. Els homes tenien una renda mediana de 29.808 $ mentre que les dones 22.500 $. La renda per capita de la població era de 19.687 $. Entorn de l'11,1% de les famílies i el 10,8% de la població estaven per davall del llindar de pobresa.